# Quartucciu
Quartucciu (sardinsky: Cuattùcciu) je italská obec (comune) v metropolitním městě Cagliari v regionu Sardinie. Nachází se ve výšce 16 metrů nad mořem a má přibližně 13 tisíc obyvatel. Rozloha obce je 27,93 km².